# Ayyub Khan
Muhammad Ayub Khan (Abbottabad, 14 maggio 1907 – Islamabad, 20 aprile 1974) è stato un generale e politico pakistano, nonché presidente del Pakistan dal 1962 al 1969.

## Biografia
Nato ad Abbottabad nel 1907 da un trombettiere dell'esercito, frequentò prima le scuole musulmane e poi la Royal Military Academy Sandhurst. Entrato giovanissimo nel 14º Reggimento del Punjab, durante la Seconda guerra mondiale prestò servizio in Birmania; quando, il 14 agosto 1947 il Pakistan divenne uno Stato indipendente, Ayyub Khan divenne comandante delle forze armate pakistane. Ministro della difesa nel 1954, Ayyub Khan guidò, il 7 ottobre 1958 un golpe militare che rovesciò il regime costituzionale e instaurò la legge marziale. Venti giorni più tardi, il generale pakistano fu proclamato presidente del Pakistan, e avviò una profonda revisione costituzionale del Paese.
Infatti nel 1962 fu emanata una nuova Costituzione che poneva le fondamenta della cosiddetta democrazia di base, e lo riconfermava presidente. In campo economico, Ayyub Khan avviò un programma teso a far crescere economicamente il paese: una riforma agraria nel 1959 - 1960 e una vasto piano di industrializzazione quinquennale (1960 - 1965) che accelerò lo sviluppo pakistano e creò una forte opposizione di sinistra. In politica estera invece il presidente pakistano si isolò dal mondo occidentale ed entrò in guerra con l'India per il possesso del Kashmir. Riconfermato nella carica nel 1965, Ayyub Khan dovette dimettersi nel marzo 1969 per le vaste manifestazioni studentesche e operaie contro il suo regime, lasciando il potere al generale Yahya Khan, che impose la legge marziale. Ritiratosi a vita privata, morì nel 1974 a Islamabad.